# Policijska družina (TV-serija)
Policijska družina (izvirno Blue Bloods) je ameriška kriminalistična dramska serija televizije CBS, snemana na lokaciji v New Yorku, ki je premiero doživela 24. septembra 2010. Marca 2012 je bila potrjena za tretjo sezono, ki se je začela 28. septembra 2012 in se končala 10. maja 2013. CBS je serijo marca 2013 potrdil za 4. sezono.
Serijo je v Slovenijo pripeljal POP TV. Predvajati jo je začel v četrtek, 15. septembra 2011. Prva sezona se je končala 14. marca 2012. Druga sezona se je začela v četrtek, 22. novembra 2012, ob 23:35 in bila na sporedu vsak četrtek okoli 22:20. Končala se je 18. aprila 2013.

## Opis serije
Spremljamo družino Reagan, ki so svoje življenje posvetili policijskemu poklicu. Z nami bodo ovdoveli policijski komisar Frank Reagan, njegova sinova Jamie in Danny ter hčerka Erin, ki je državna tožilka. Čakajo jih dramatični zapleti v zasebnem življenju, v službi pa imajo opravka s kriminalci in pokvarjenimi policisti.

## Glavni liki
- Tom Selleck kot Francis "Frank" Reagan
- Donnie Wahlberg kot Daniel "Danny" Reagan
- Bridget Moynahan kot Erin Reagan-Boyle
- Will Estes kot Jamison "Jamie" Reagan
- Len Cariou kot Henry Reagan
- Jennifer Esposito kot Jackie Curatola
- Amy Carlson kot Linda Reagan
- Sami Gayle kot Nicole "Nicky" Reagan-Boyle

### Nestalni liki
- Bruce Altman kot župan Frank Russo
- Bobby Cannavale kot Charles Rossellini
- Colleen Clinton kot agentka Anderson
- Abigail Hawk kot detektivka Melissa Baker
- Gregory Jbara kot Garrett Moore
- Dylan Moore kot Sydney Davenport
- Andrea Roth kot Kelly Davidson
- Andrew Terraciano kot Sean Reagan
- Tony Terraciano kot Jack Reagan
- Nicholas Turturro kot narednik Anthony Renzulli
- Yvonna Kopacz Wright kot Ava Hotchkiss

## Pregled sezon
| Sezona | Sezona | Epizode | Prvo predvajanje v ZDA (CBS) | Prvo predvajanje v ZDA (CBS) | Prvo predvajanje v Sloveniji (POP TV) | Prvo predvajanje v Sloveniji (POP TV) | Prvo predvajanje v Sloveniji (POP TV) |
| Sezona | Sezona | Epizode | Premiera sezone              | Finale sezone                | Premiera sezone                       | Finale sezone                         |                                       |
| ------ | ------ | ------- | ---------------------------- | ---------------------------- | ------------------------------------- | ------------------------------------- | ------------------------------------- |
|        | 1      | 22      | 24. september 2010           | 13. maj 2011                 | 15. september 2011                    | 14. marec 2012                        |                                       |
|        | 2      | 22      | 23. september 2011           | 11. maj 2012                 | 22. november 2012                     | 18. april 2013                        |                                       |
|        | 3      | 23      | 28. september 2012           | 10. maj 2013                 | /                                     | /                                     |                                       |
|        | 4      | /       | /                            | /                            | /                                     | /                                     |                                       |